# Tro-Bro Léon
Tro-Bro Léon je jednodenní cyklistický závod konaný v bretaňském departementu Finistère ve Francii. Závod se do roku 1999 konal jako amatérský, v roce 2005 se stal součástí UCI Europe Tour na úrovni 1.1. V roce 2020 se stal součástí nově vzniklé UCI ProSeries. Ročník 2020 byl zrušen kvůli probíhající pandemii covidu-19.
Tro-Bro Léon je často přezdíváno Malé Paříž–Roubaix nebo Peklo západu kvůli podobnostem s Paříž–Roubaix, neboť v trase je zahrnuto 24 sektorů ribinoù. Ty dlouholetý ředitel závodu Jean-Paul Mellouët popsal jako směs polních cest a nedlážděných cest po zvlněné a větrné krajině Bretaně, které mohou zahrnovat dlážděné sektory, hliněně a štěrkové cesty. Vítěz závodu a nejlepší bretaňský závodník dostane sele.

## Seznam vítězů
| Rok  | Země                               | Jezdec                             | Tým                                |
| ---- | ---------------------------------- | ---------------------------------- | ---------------------------------- |
| 1984 | Francie                            | Bruno Chemin                       |                                    |
| 1985 | Francie                            | Bruno Chemin                       |                                    |
| 1986 | Francie                            | Philippe Dalibard                  |                                    |
| 1987 | Francie                            | Dominique Le Bon                   |                                    |
| 1988 | Francie                            | Philippe Dalibard                  |                                    |
| 1989 | Francie                            | Philippe Dalibard                  |                                    |
| 1990 | Francie                            | Marc Hibou                         |                                    |
| 1991 | Francie                            | William Milloux                    |                                    |
| 1992 | Estonsko                           | Jaan Kirsipuu                      |                                    |
| 1993 | Francie                            | Jean-Philippe Rouxel               |                                    |
| 1994 | Francie                            | Stéphane Pétilleau                 |                                    |
| 1995 | Francie                            | Camille Coualan                    |                                    |
| 1996 | Francie                            | Thierry Bricaud                    |                                    |
| 1997 | Francie                            | Frédéric Delalande                 | Jean Floc'h–Mantes                 |
| 1998 | Francie                            | Frédéric Delalande                 | Jean Floc'h–Mantes                 |
| 1999 | Francie                            | Jean-Michel Thilloy                | Saint-Quentin–Oktos–MBK            |
| 2000 | Belgie                             | Jo Planckaert                      | Cofidis                            |
| 2001 | Francie                            | Jacky Durand                       | Française des Jeux                 |
| 2002 | Austrálie                          | Baden Cooke                        | Française des Jeux                 |
| 2003 | Francie                            | Samuel Dumoulin                    | Jean Delatour                      |
| 2004 | Francie                            | Samuel Dumoulin                    | AG2R Prévoyance                    |
| 2005 | Francie                            | Tristan Valentin                   | Auber 93                           |
| 2006 | Austrálie                          | Mark Renshaw                       | Crédit Agricole                    |
| 2007 | Francie                            | Saïd Haddou                        | Bouygues Télécom                   |
| 2008 | Francie                            | Frédéric Guesdon                   | Française des Jeux                 |
| 2009 | Francie                            | Saïd Haddou                        | Bbox Bouygues Telecom              |
| 2010 | Francie                            | Jérémy Roy                         | Française des Jeux                 |
| 2011 | Francie                            | Vincent Jérôme                     | Team Europcar                      |
| 2012 | Kanada                             | Ryan Roth                          | SpiderTech–C10                     |
| 2013 | Francie                            | Francis Mourey                     | FDJ                                |
| 2014 | Francie                            | Adrien Petit                       | Cofidis                            |
| 2015 | Francie                            | Alexandre Geniez                   | FDJ                                |
| 2016 | Dánsko                             | Martin Mortensen                   | ONE Pro Cycling                    |
| 2017 | Francie                            | Damien Gaudin                      | Armée de Terre                     |
| 2018 | Francie                            | Christophe Laporte                 | Cofidis                            |
| 2019 | Itálie                             | Andrea Vendrame                    | Androni Giocattoli–Sidermec        |
| 2020 | Nejelo se kvůli pandemii covidu-19 | Nejelo se kvůli pandemii covidu-19 | Nejelo se kvůli pandemii covidu-19 |
| 2021 | Spojené království                 | Connor Swift                       | Arkéa–Samsic                       |
| 2022 | Francie                            | Hugo Hofstetter                    | Arkéa–Samsic                       |
| 2023 | Itálie                             | Giacomo Nizzolo                    | Israel–Premier Tech                |
| 2024 | Belgie                             | Arnaud De Lie                      | Lotto–Dstny                        |
| 2025 | Francie                            | Bastien Tronchon                   | Decathlon–AG2R La Mondiale         |